# Svoboda, Bereg
Svoboda (în ucraineană Свобода, maghiară Nagybakos) este localitatea de reședință a comunei Svoboda din raionul Bereg, regiunea Transcarpatia, Ucraina.

## Demografie
Componența lingvistică a localității Svoboda
     Ucraineană (64,87%)
     Maghiară (33,61%)
     Rusă (1,17%)
     Alte limbi (0,23%)
Conform recensământului din 2001, majoritatea populației localității Svoboda era vorbitoare de ucraineană (64,87%), existând în minoritate și vorbitori de maghiară (33,61%) și rusă (1,17%).